# Jean-Hubert de Lantsheere
Jean-Hubert de Lantsheere (Opwijk, 17 februari 1753 - 1825) was een Zuid-Nederlandse priester, actief als seminariepresident en vicaris-generaal in het aartsbisdom Mechelen.

## Levensloop
De Lantsheere studeerde wijsbegeert aan de universiteit van Leuven en theologie aan het seminarie van Mechelen. Hij werd tot priester gewijd in 1776. In 1780 werd hij lector theologie aan het seminarie van Mechelen en in 1783 werd hij secretaris van aartsbisschop Van Frankenberg. In 1785 volgde de Lantsheere Jean-François-Ghislain Huleu op als president van het seminarie van Mechelen. Hij was president tijdens de controverse omtrent de opening van het seminarie-generaal in Leuven, opgelegd door het Oostenrijkse bestuur. Toen aartsbisschop Van Frankenberg in 1794 na de Franse inval het land ontvluchtte, gaf hij volmachten aan de Lantsheere als seminariepresident. De Lantsheere werd door de Fransen met twaalf andere gijzelaars afgevoerd naar Maubeuge en pas vrijgelaten na de betaling van een losgeld. De Lantsheere werd door Van Frankenberg aangesteld als vicaris-generaal van het aartsbisdom en hij adviseerde de aartsbisschop na diens terugkeer in 1795 tegen het afleggen van een verklaring van gehoorzaamheid aan de wetten van de republiek en later van de eed van haat tegen het koningschap. Na de deportatie van Van Frankenberg in 1797 nam de Lantsheere samen met vicaris-generaal Rombout Van Rymenam het bestuur van het aartsbisdom waar. Door de opvolger van Van Frankenberg, de Fransman Jean-Armand de Roquelaure, werd de Lantsheere niet opnieuw aangesteld als vicaris-generaal. In 1803 werd hij aangehouden en onder huisarrest geplaatst wegens het blijvend ageren tegen priesters die de eed hadden afgelegd, zoals tegen zijn voorganger als seminariepresident en nieuwe vicaris-generaal Huleu.